# Gulag

Localización de los campos del sistema GULAG (1923-1961), según la asociación «Memorial».

La Dirección General de Campos y Colonias de Trabajo Correccional, abreviado como GULAG, o también escrito a veces como gulag (en ruso: Главное управление исправительно-трудовых лагерей и колоний, ГУЛАГ; Glávnoye upravléniye ispravítelno-trudovyj lagueréy i kolóniy, escucharⓘ), era la rama del NKVD que dirigía el sistema penal de campos de trabajos forzados. Aunque los campos de trabajos forzados operaron en Rusia antes de esa fecha y del establecimiento de la Unión de Repúblicas Socialistas Soviéticas en 1922, el GULAG fue oficialmente creado el 25 de abril de 1930 y disuelto el 13 de enero de 1960.
A pesar de que este sistema albergaba también a criminales de todo tipo, el GULAG se ha conocido principalmente como el lugar de encarcelamiento de prisioneros llamados «políticos» (exministros, sacerdotes, ciudadanos deportados...) y como un mecanismo de represión a la oposición al Estado socialista. Sin embargo, al no existir una categoría específica de presos políticos, que sí había existido en el Imperio ruso, estos tenían que soportar una doble presión tanto por parte de los carceleros como de los delincuentes comunes. El sistema penal del GULAG contaba con 427 campos de trabajos forzados.
GULAG es un acrónimo para denominar a la Dirección General de Campos de Trabajo. 
Según Nicolas Werth, la tasa de mortalidad en los campos de concentración soviéticos en el año de preguerra era de entre el 3 y el 7% y en los años de la posguerra, entre el 0,4 y el 1,2%. Tras la amnistía decretada el 27 de marzo de 1953 por el Presídium del Sóviet Supremo de la URSS, los prisioneros políticos encerrados durante el régimen de Stalin fueron progresivamente liberados. En 1957, los prisioneros políticos constituían el 2,3 % de los presos del Gulag, mientras en 1953 representaban el 21,9 %, aunque la mayor parte de las víctimas de la Gran Purga y de la colectivización forzosa ya estaba muerta en esa fecha.

## Terminología

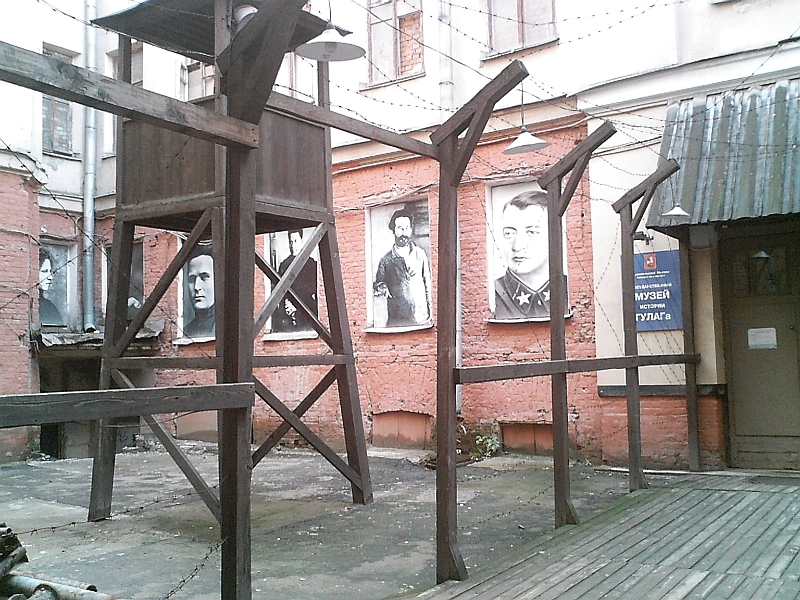
Museo de la historia del GULAG en Moscú

Algunos autores se refieren a todas las prisiones y campos de concentración de la historia soviética (1917-1991) como los gulag. Además, últimamente el término se utiliza con frecuencia de un modo no relacionado con la Unión Soviética. Hay que tener en cuenta también que el acrónimo ruso, nunca en plural, no describe un campo particular, sino a la institución gubernamental encargada de todo el sistema de campos.
El término «campo de trabajo correctivo» fue establecido para uso oficial por el Consejo de Comisarios del Pueblo de la URSS (Sovnarkom) el 11 de julio de 1929, como reemplazo del término «campo de concentración», comúnmente usado hasta entonces. El 7 de abril de 1930, el Sovnarkom aprobó la orden acerca del funcionamiento de los campos de trabajos correctivos.
El término coloquial para un preso del GULAG era zeká, zek. En ruso, «preso», «encarcelado», es заключённый, zakliuchonny, normalmente abreviado a 'з/к' en escritos, pronunciado 'зэкá' (zeká), y gradualmente transformado en 'зэк' y 'зек'. La palabra todavía se utiliza en el habla coloquial, irrelevante para los campos de trabajo. En principio 'з/к' fue un acrónimo para заключенный каналостроитель, zakliuchonny kanalostroítel ('preso constructor de canales'), denominación dada a los miembros de la mano de obra que construía el Canal Volga-Don. Más tarde el término fue reescrito para significar únicamente zakliuchonny.

## Historia
Las instalaciones de los distintos tipos de campos de detención fueron levantadas a partir de 1918, como una extensión reformada del antiguo sistema de campos de trabajo "kátorgas", que estuvieron operativos en Siberia como parte del sistema penal en la Rusia Zarista. 

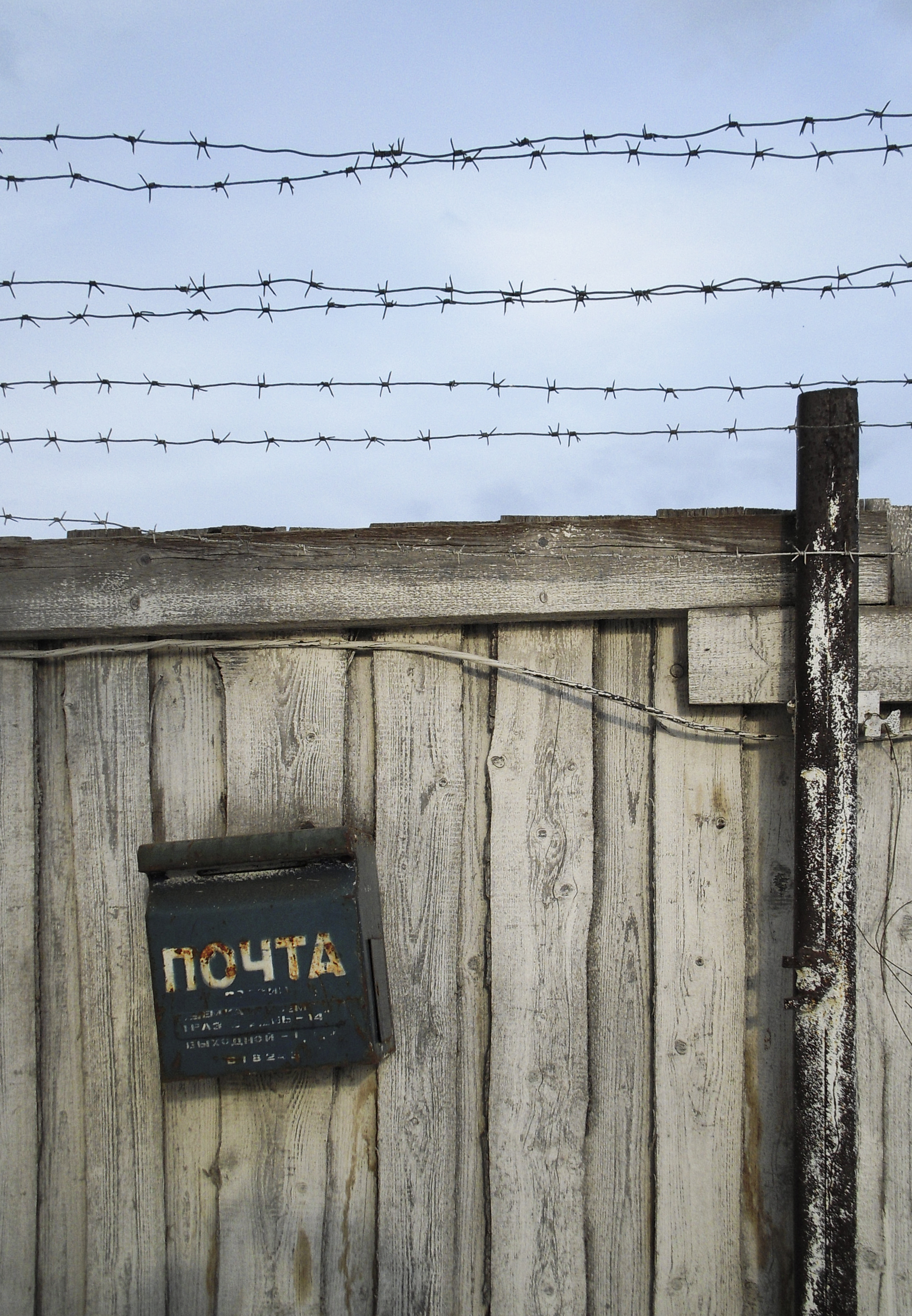
Un buzón en la muralla del campo Perm-36.

Los dos tipos principales fueron los «Campos de propósito especial de Vecheká» (особые лагеря ВЧК), y los campos de trabajo forzoso (лагеря принудительных работ). 
Fueron instalados para varias categorías de personas consideradas "peligrosas para el Estado": para delincuentes comunes, para prisioneros de la guerra civil rusa, para oficiales acusados de corrupción, sabotaje o malversación, para varios "enemigos políticos" y disidentes, así como antiguos aristócratas, hombres de negocios, terratenientes, obispos y sacerdotes, en especial de la Iglesia ortodoxa rusa por ser la confesión mayoritaria del país.
La base legal y la orientación para la creación del sistema de «campos de trabajo correctivos» (en ruso: исправительно-трудовые лагеря, Ispravítelno-trudovýe lagueriá), la columna vertebral de lo que se denomina comúnmente como el GULAG, fue el decreto de Sovnarkom de 11 de julio de 1929 sobre la utilización de las cárceles de trabajo, repetido en el apéndice equivalente de la reunión del Politburó del 27 de junio de 1929.
El GULAG fue establecido oficialmente como una institución de toda la Unión Soviética y como una administración principal del OGPU, la policía secreta soviética, el 25 de abril de 1930 como el ULAG por la orden 130/63 del OGPU de acuerdo con la orden de Sovnarkom 22, p. 248, fechada el 7 de abril de 1930, y fue renombrado como GULAG en noviembre. 
A principios de la década de 1930, un drástico incremento de la política penal soviética produjo un incremento significativo de la población de los campos de prisioneros. También los obispos y sacerdotes de la Iglesia Ortodoxa Rusa fueron encarcelados en los campos del GULAG. Durante el período de la Gran Purga (1937-1938), la mayoría de las detenciones arbitrarias en masa provocaron otro incremento en el número de reclusos. Durante esos años, cientos o miles de individuos fueron detenidos y sentenciados a largos períodos de prisión, de acuerdo con alguno de los múltiples pasajes del conocido Artículo 58 (Código Penal de la RSFS de Rusia), que sancionaba varias formas de «actividades contrarrevolucionarias».
Las hipótesis de que motivos económicos fueron causales de las detenciones en masa durante el período del estalinismo han sido refutadas de acuerdo con los antiguos archivos soviéticos que fueron accesibles desde los años 1990. Sin embargo, el desarrollo del sistema de campos siguió líneas económicas. El crecimiento del sistema de campos coincidió con la cumbre de la campaña de industrialización soviética. De ahí que la mayoría de los campos establecidos para alojar a las masas de prisioneros que iban llegando, les fueron asignadas distintas tareas económicas. Estas incluían la explotación de los recursos naturales y la colonización de áreas remotas, así como la realización de enormes instalaciones de infraestructuras y la construcción de proyectos industriales.

### Número de presos en el GULAG entre 1934 y 1953

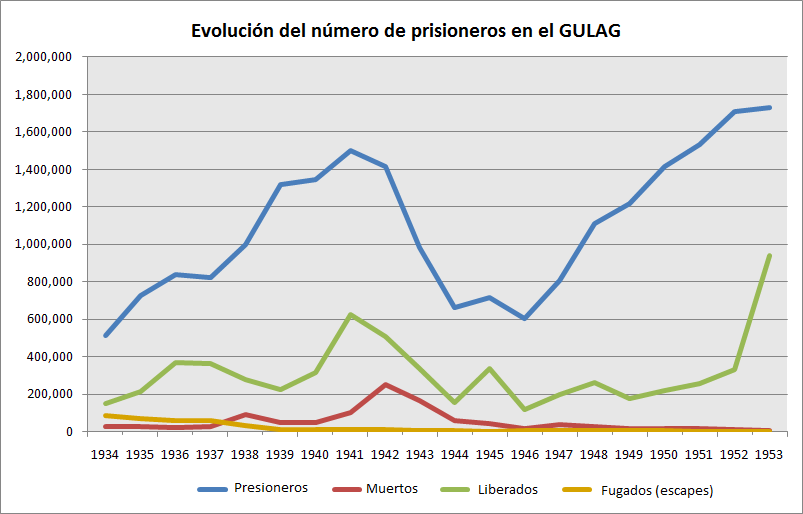
Evolución de los prisioneros del sistema GULAG entre 1934 y 1953, según los archivos soviéticos desclasificados. El número total de prisioneros osciló entre un 0,4% y un 1% de la población del país, incluyendo a prisioneros comunes. Sin embargo, a partir de 1941 gran parte de los prisioneros eran extranjeros, principalmente alemanes, tomados como prisioneros de guerra en el frente oriental de la Segunda Guerra Mundial (posteriormente liberados sobre todo a partir de la década de 1950).

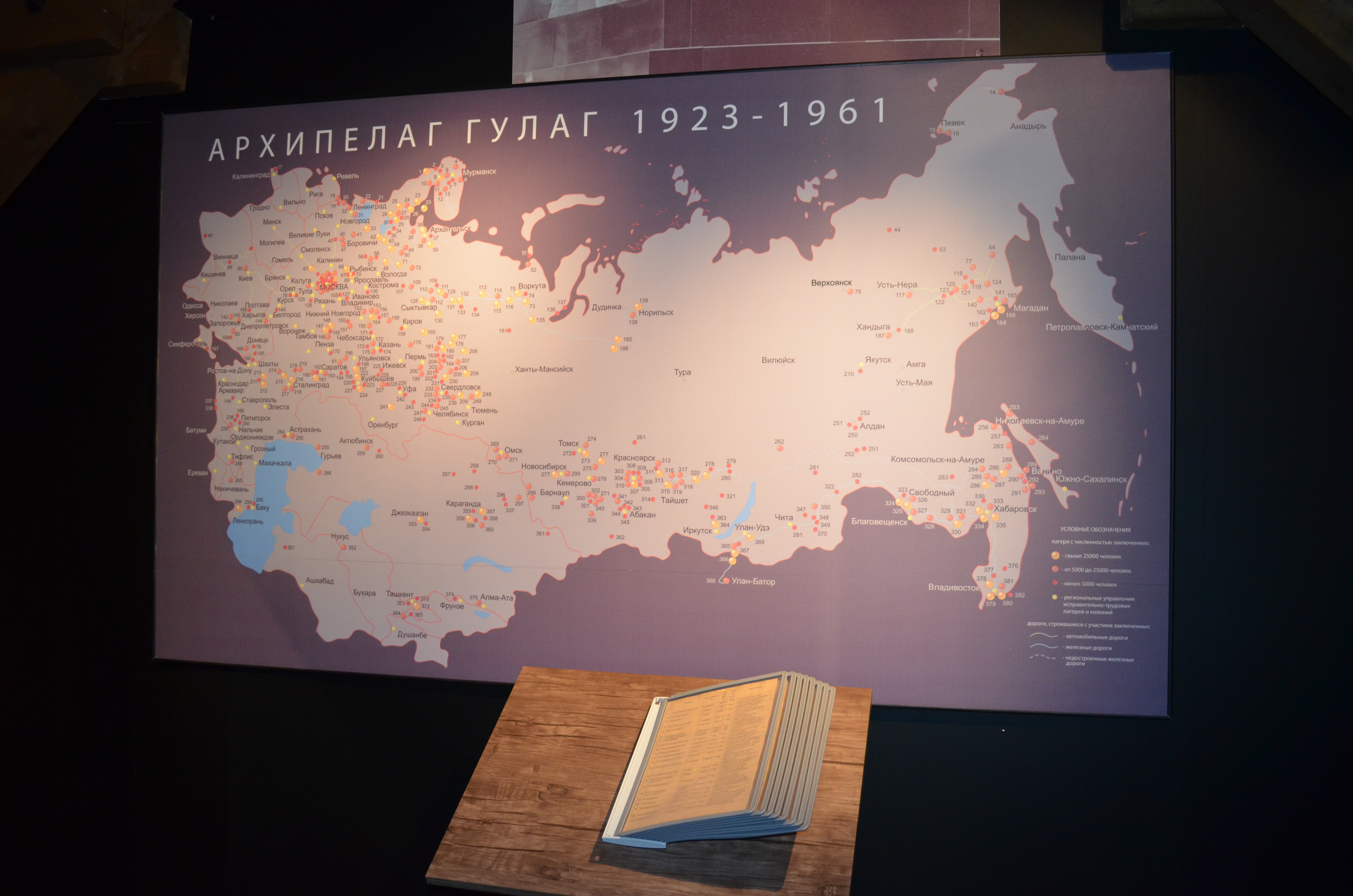
Mapa de los campos de trabajos del GULAG en el museo del campo de trabajos de Solovkí.

Según el historiador e investigador de los aspectos demográficos y sociológicos de la represión política en la Unión Soviética Víktor Zemskov, la distribución del número de presos del GULAG por año es la siguiente.
| Año  | Número de presos |
| ---- | ---------------- |
| 1934 | 510 307          |
| 1935 | 965 742          |
| 1936 | 1 296 494        |
| 1937 | 1 196 369        |
| 1938 | 1 881 570        |
| 1939 | 1 672 438        |
| 1940 | 1 659 992        |
| 1941 | 1 929 729        |
| 1942 | 1 777 043        |
| 1943 | 1 484 182        |
| 1944 | 1 179 819        |
| 1945 | 1 460 677        |
| 1946 | 1 703 095        |
| 1947 | 1 721 543        |
| 1948 | 2 199 535        |
| 1949 | 2 356 685        |
| 1950 | 2 561 351        |
| 1951 | 2 528 146        |
| 1952 | 2 504 514        |
| 1953 | 2 468 524        |

### Número de presos muertos en el GULAG entre 1930 y 1956

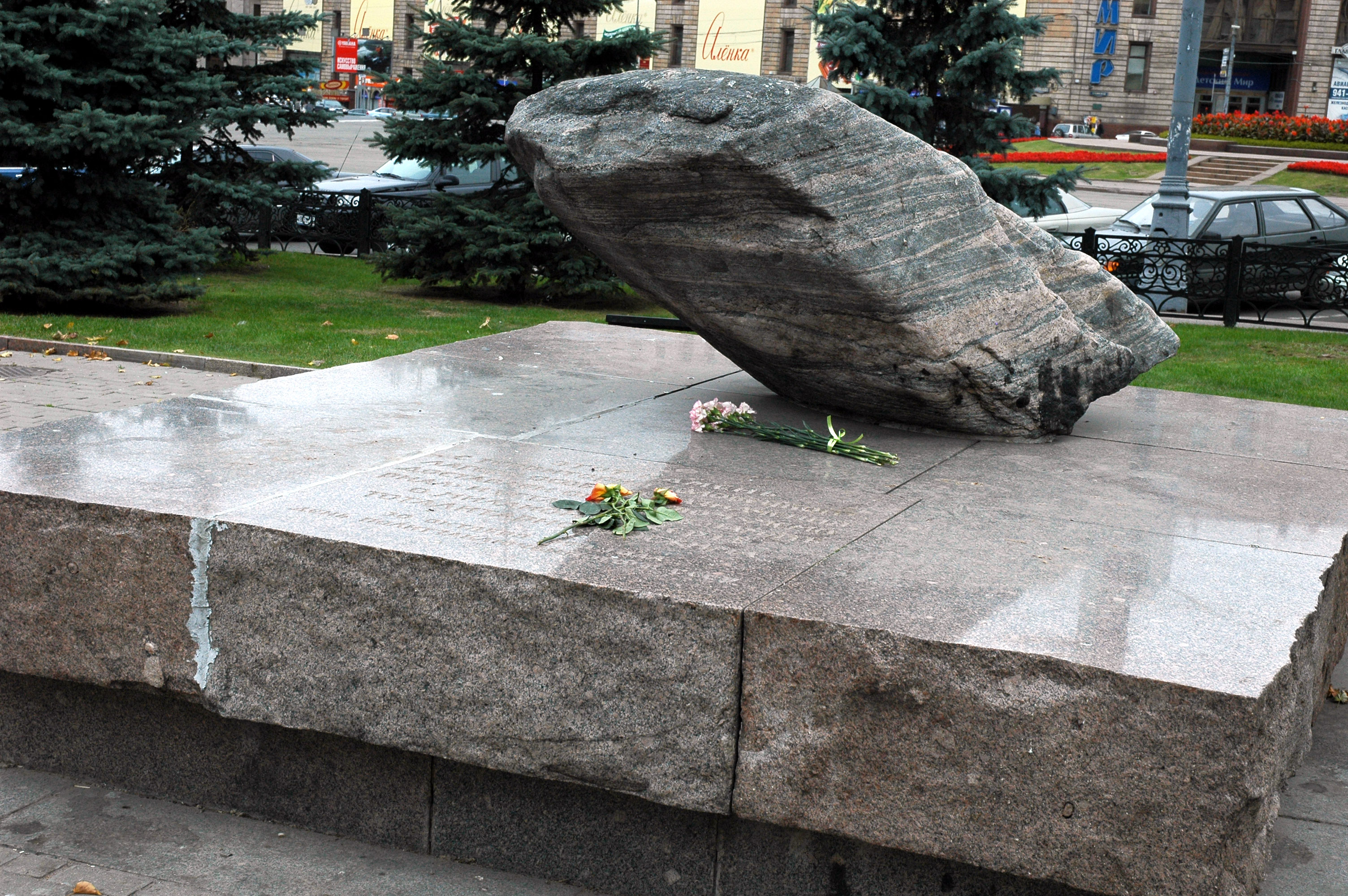
Monumento a las víctimas de la represión política en la Unión Soviética en la plaza Lubianka de Moscú frente al cuartel general del FSB (antes NKVD y KGB), realizado a partir de una roca del campo de trabajos de Solovkí.

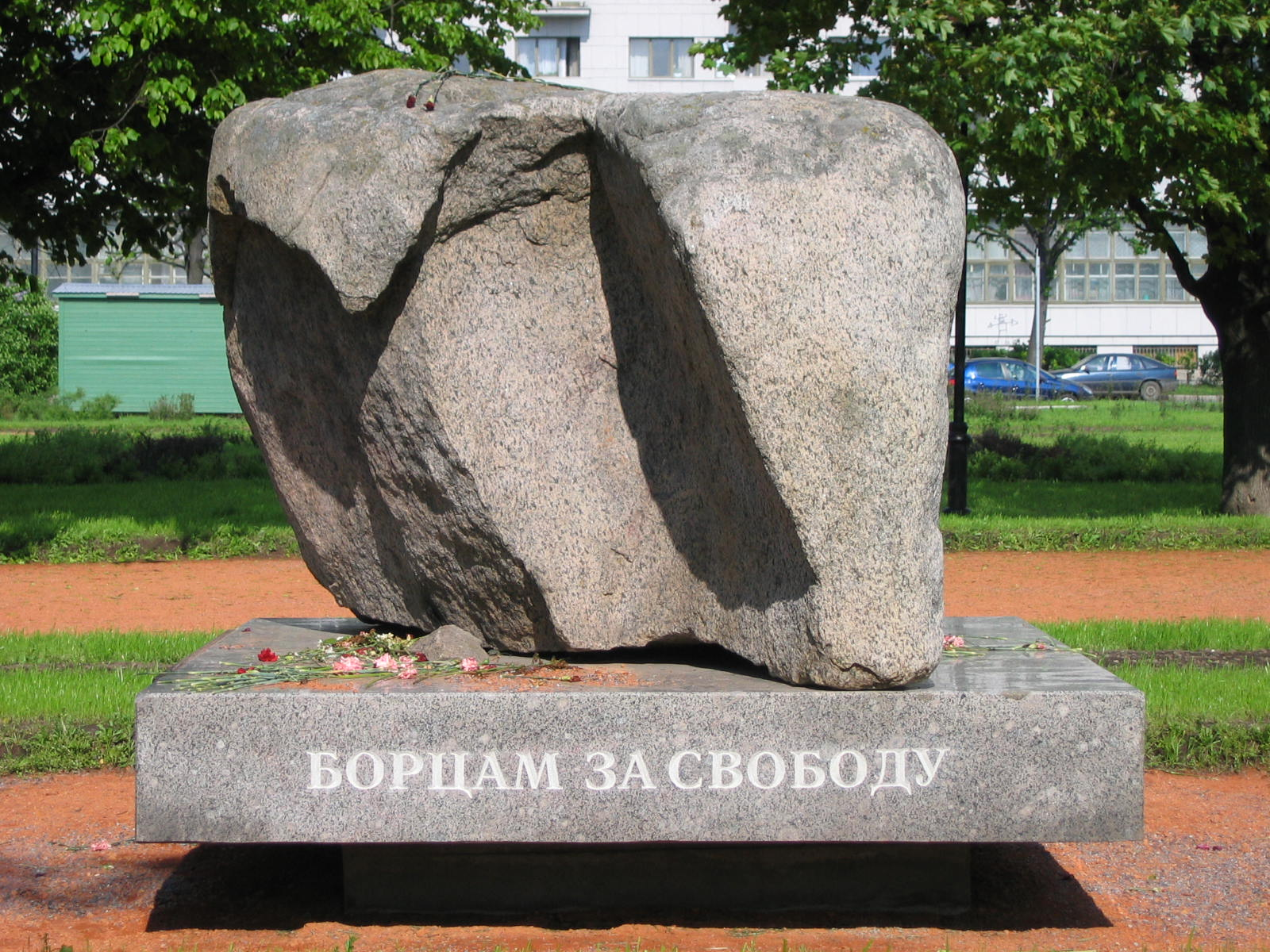
Monumento a las víctimas de la represión política en la Unión Soviética en San Petersburgo, realizado a partir de una roca de las islas Solovetsky.
La inscripción reza A los luchadores por la libertad.

Según la Fundación de Aleksandr Yákovlev, el número total de presos muertos en los campos del GULAG entre 1930 y 1956 asciende a 1.606.748 personas. Sin embargo, otras fuentes han estimado el número total de asesinados en hasta 5 millones, como lo es el historiador y periodista ruso Vadim Erlijman.
| Año   | Presos muertos |
| ----- | -------------- |
| 1930  | 7 980          |
| 1931  | 7 283          |
| 1932  | 13 197         |
| 1933  | 67 297         |
| 1934  | 25 187         |
| 1935  | 31 636         |
| 1936  | 24 993         |
| 1937  | 31 056         |
| 1938  | 108 654        |
| 1939  | 44 750         |
| 1940  | 41 275         |
| 1941  | 115 484        |
| 1942  | 352 560        |
| 1943  | 267 826        |
| 1944  | 114 481        |
| 1945  | 81 917         |
| 1946  | 30 715         |
| 1947  | 66 830         |
| 1948  | 50 659         |
| 1949  | 29 350         |
| 1950  | 24 511         |
| 1951  | 22 466         |
| 1952  | 20 643         |
| 1953  | 9 628          |
| 1954  | 8 358          |
| 1955  | 4 842          |
| 1956  | 3 164          |
| Total | 1 606 748      |

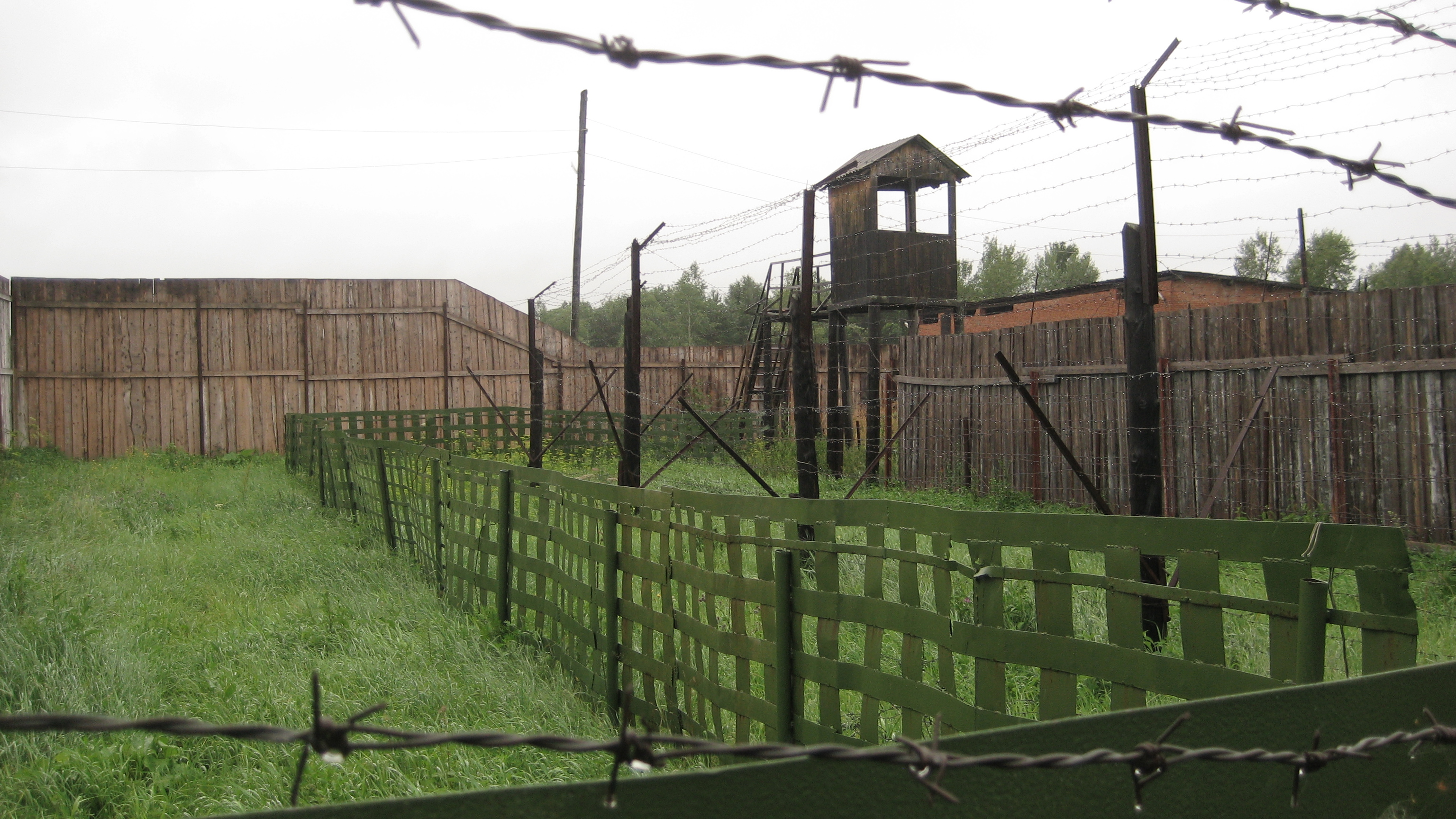
Imagen parcial del campo de trabajo Perm-36, creado en la década de 1940

Durante la Segunda Guerra Mundial, la población del GULAG descendió bruscamente, debido a la liberación de cientos de miles de prisioneros que fueron reclutados y enviados directamente a las líneas del frente (con frecuencia en batallones de presos, que fueron utilizados en las primeras líneas de fuego en las batallas más peligrosas y experimentaron unas tremendas tasas de bajas) y a un excesivo incremento de la mortandad en 1942-1943. Debido a que el gobierno soviético permitió el resurgimiento de la Iglesia y canceló la campaña ateizante, para atraer al pueblo creyente a la lucha contra la Alemania nazi, los obispos y sacerdotes de la Iglesia ortodoxa rusa también fueron liberados del GULAG para bendecir públicamente a los batallones del Ejército Rojo y servirles de capellanes.
Tras la Segunda Guerra Mundial, el número de presos en los campos de prisioneros y colonias volvió a crecer bruscamente, alcanzando aproximadamente 2,5 millones de personas a principios de la década de 1950 (sobre 1,7 millones de ellos en campos). Mientras algunos de ellos eran desertores y criminales de guerra, también había prisioneros de guerra soviéticos repatriados y «trabajadores del este» u Ostarbeiter en alemán, que fueron universalmente acusados de traición y cooperación con el enemigo (formalmente, hicieron trabajos para los nazis). También fueron enviados allí gran número de civiles de territorios soviéticos que cayeron bajo la ocupación extranjera, y de territorios que se anexionó la Unión Soviética tras la guerra. 
Oficialmente, el GULAG fue liquidado con la orden N.º 020 del MVD de 25 de enero de 1960.
Dada la naturaleza clasificada del sistema de GULAG, el gran número de campos, su vasta extensión geográfica, los largos años que se mantuvo en funcionamiento, y las ideologías que pueden influenciar a distintos autores, las estadísticas sobre el mismo y su análisis son muy variables y en algunos casos inconsistentes. De acuerdo al investigador Robert Conquest, a lo largo de la historia del GULAG, pasaron por sus campos de trabajo forzado cerca de 14 millones de personas. A comienzos de la década de 1930, había aproximadamente 200.000 prisioneros detenidos en el GULAG. Antes de la Segunda Guerra Mundial, eran cerca de 1 000 000. Las mayores cifras se alcanzaron a fines de los años 40, y comienzos de los 50, con un promedio de cerca de 2 500 000 prisioneros por año. El total de muertes documentadas en el sistema de campos de trabajo correctivos y colonias desde 1934 a 1953 ascienden a 1.053.829 personas.

## Directores generales
| N.º | Director | Director          | Partido | Partido           | Periodo                                         | Superior                                            |
| --- | -------- | ----------------- | ------- | ----------------- | ----------------------------------------------- | --------------------------------------------------- |
| 1   |          | Teodors Eihmans   |         | Partido Comunista | 25 de abril de 1930 - 16 de junio de 1930       | Viacheslav Menzhinski                               |
| 2   |          | Lázar Kogan       |         | Partido Comunista | 16 de junio de 1930 - 9 de junio de 1932        | Viacheslav Menzhinski                               |
| 3   |          | Matvéi Berman     |         | Partido Comunista | 9 de junio de 1932 - 16 de agosto de 1937       | Viacheslav Menzhinski Guénrij Yagoda Nikolái Yezhov |
| 4   |          | Izráil Plíner     |         | Partido Comunista | 16 de agosto de 1937 - 16 de noviembre de 1938  | Nikolái Yezhov                                      |
| 5   |          | Gleb Filarétov    |         | Partido Comunista | 17 de noviembre de 1938 - 18 de febrero de 1939 | Lavrenti Beria                                      |
| 6   |          | Vasili Chernyshov |         | Partido Comunista | 19 de febrero de 1939 - 25 de febrero de 1941   | Lavrenti Beria                                      |
| 7   |          | Víktor Nasedkin   |         | Partido Comunista | 26 de febrero de 1941 - 2 de septiembre de 1947 | Lavrenti Beria                                      |
| 8   |          | Gueorgui Dobrynin |         | Partido Comunista | 3 de septiembre de 1947 - 31 de enero de 1951   | Lavrenti Beria                                      |
| 9   |          | Iván Dolguij      |         | Partido Comunista | 1 de febrero de 1951 - 5 de octubre de 1954     | Lavrenti Beria/Serguéi Kruglov                      |
| 10  |          | Serguéi Yegórov   |         | Partido Comunista | 6 de octubre de 1954 - 4 de abril de 1956       | Serguéi Kruglov/Nikolái Dudorov                     |
| 11  |          | Pável Bakin       |         | Partido Comunista | 5 de abril de 1956 - 6 de mayo de 1958          | Nikolái Dudorov                                     |
| 12  |          | Mijaíl Jolodkov   |         | Partido Comunista | 7 de mayo de 1958 - 31 de marzo de 1960         | Nikolái Dudorov                                     |